# Руджеро, Ренато
Ренато Руджеро (итал. Renato Ruggiero; 9 апреля 1930, Неаполь — 4 августа 2013, Милан) — итальянский государственный деятель и дипломат, министр иностранных дел Италии (2001—2002).

## Биография
После получения в 1955 г. юридического образования в Неаполитанском университете имени Фридриха II начал заниматься дипломатической деятельностью. Работал в дипломатических представительствах в Сан-Паулу, Москве, Вашингтоне и Белграде.
- 1970—1973 гг. — глава аппарата президента Европейской комиссии Франко Мальфатти,
- 1973—1977 гг. — руководитель генеральной дирекции по региональной политике Еврокомиссии,
- 1977—1980 гг. — советник по внешней политике премьер-министра Италии и глава аппарата министра иностранных дел,
- 1980—1984 гг. — Постоянный представитель Италии при Европейском Сообществе,
- 1984—1985 гг. — начальник экономического отдела МИД,
- 1985—1987 гг. — генеральный секретарь и руководитель департамента кадров МИД Италии,
- 1987—1991 гг. — министр внешней торговли,
- 1991—1995 гг. — занимал руководящие должности в концерне Fiat и ряде других крупных кампаний.
- 1995—1999 гг. — генеральный директор Всемирной торговой организации,
- 1999—2001 гг. — президент концерна Eni,
- 2001—2002 гг. — министр иностранных дел Италии, ушёл в отставку из-за несогласия с курсом премьер-министра Сильвио Берлускони и партии Лига Севера.
- 2006—2008 гг. — консультант по европейской политике премьер-министра Романо Проди.

До самой смерти работал в Citigroup.